# Ringling Bros. and Barnum & Bailey Circus

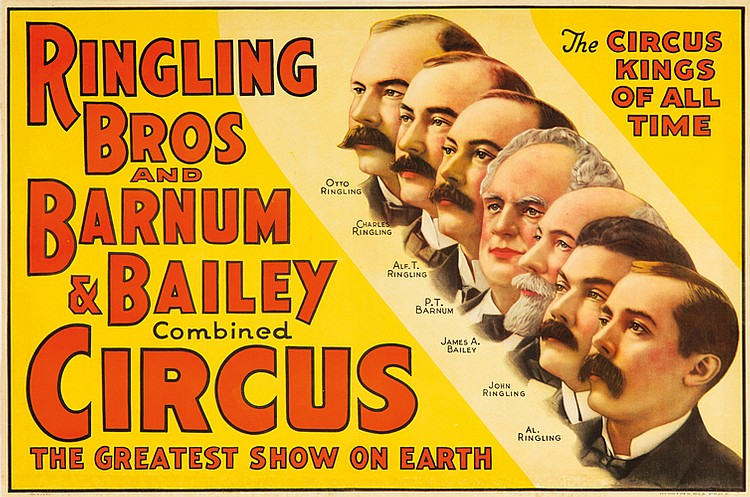
Die sieben Circus Kings of all Time

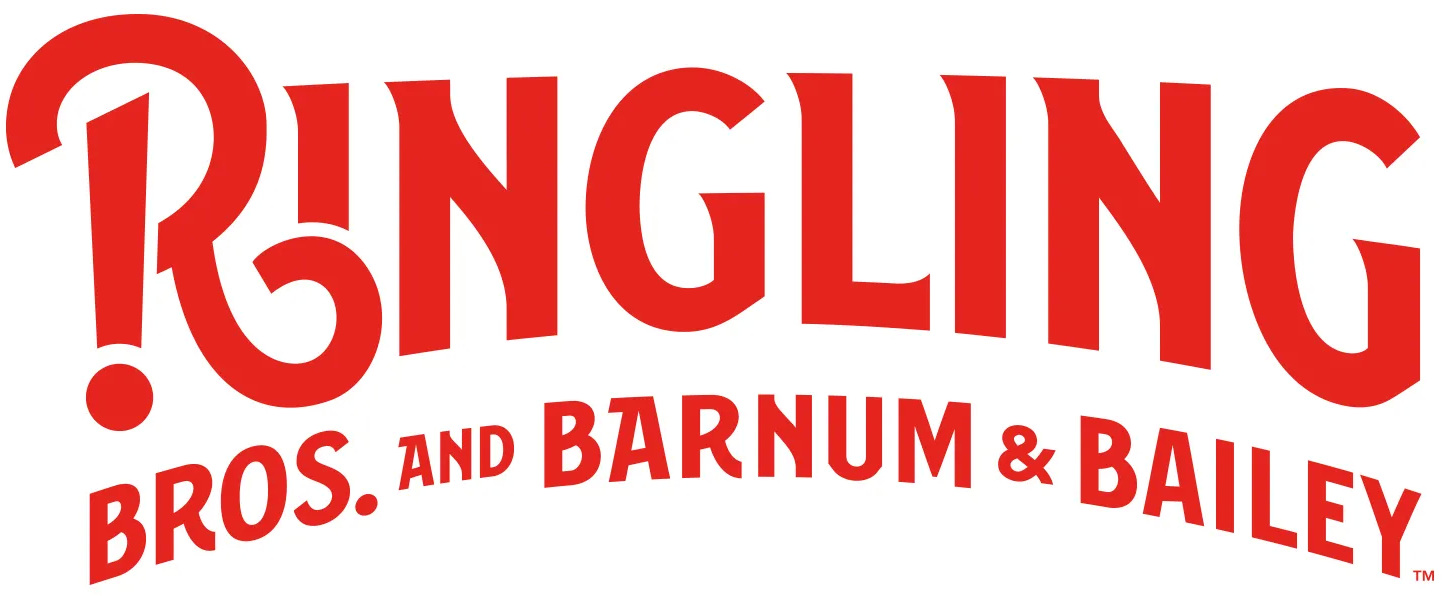
Modernes Logo des Unternehmens

Ringling Bros. and Barnum & Bailey Circus ist ein amerikanisches Zirkusunternehmen, das sich selbst The Greatest Show on Earth (dt. „Die größte Schau der Welt“) nannte. Das Unternehmen wurde 1919 gegründet, als der von P. T. Barnum (1810–1891) und James Anthony Bailey (1847–1906) gegründete Barnum & Bailey Circus mit dem Ringling Brothers Circus fusionierte. Nach dem Verkauf 1967 blieb der Zirkus unter wechselnden Eigentümern und Konzepten aktiv. Am 21. Mai 2017 gab der Zirkus seine bis dato letzte Vorstellung. 2021 wurde bekannt gegeben, dass die neue Tour im Herbst 2023 beginnen soll.

## Geschichte

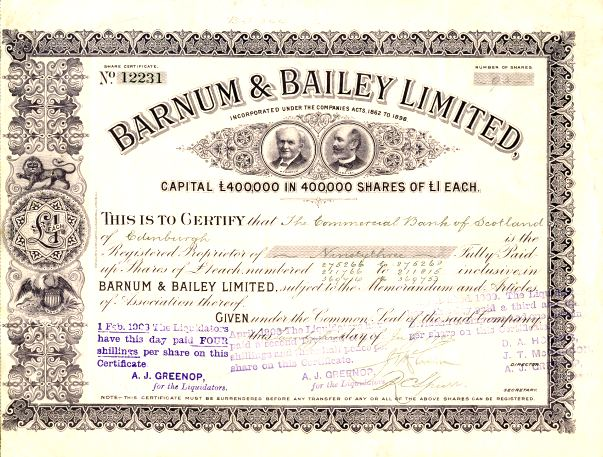
Aktie der Barnum & Bailey Limited

Die Ringling Brothers erwarben den Barnum & Bailey Circus 1907 von Baileys Witwe und betrieben ihn zunächst unter der ursprünglichen Bezeichnung weiter. Erst mit der Fusion 1919 verschmolzen auch die beiden Namen – zum Ringling Bros. and Barnum & Bailey Circus. Den Zusammenschluss erlebten nur drei der sieben Gründer des Ringling-Zirkus‘: Alf T. (Alfred Theodore Ringling, 1861–1919); Charles (Carl Edward Ringling, 1863–1926) und John (Johan Nicholas Ringling, 1866–1936).
Ihr Neffe John Ringling North veranlasste 1957, statt der bisher verwendeten Zelte nun feste Spielstätten wie Sportarenen als Gastspielorte zu nutzen. 1967 verkaufte er den Zirkus an den Produzenten Irvin Feld, der ihn 1971 wiederum an Mattel veräußerte – und 1982 zusammen mit seinem Sohn Kenneth zurück erwarb. Nach dem Tod von Irvin 1984 führte Kenneth Feld den Zirkus weiter. 1995 gründete er mit Feld Entertainment eine Produktionsgesellschaft, die neben dem Zirkus auch andere Shows wie „Disney on Ice“ sowie diverse Produktionen am Broadway und in Las Vegas betreibt.
Im Jahr 2010 feierte man den 200. Geburtstag von P. T. Barnum und vollzog zugleich einen Generationswechsel. Zum ersten Mal waren seitdem mit Nicole Feld, die bereits seit einigen Jahren mit ihrem Vater für die Programmgestaltung zuständig war, sowie ihrer jüngeren Schwester Alana zwei Frauen für die Produktion verantwortlich. Kenneth Feld zog sich weitgehend aus der Produktion des Zirkus zurück und konzentrierte sich verstärkt auf seine Aufgaben als Leiter von Feld Entertainment.
Im Mai 2016 stellte der Zirkus auf Druck von Tierschützern die Elefantenshows ein. Ein Jahr später gab der Zirkus im Mai 2017 nach 98 Jahren den Betrieb ganz auf. Als Grund gab das Unternehmen die hohen Betriebskosten sowie sinkende Besucherzahlen nach dem Ende der Elefantenshows an. Die letzte Vorstellung gab der Zirkus am 21. Mai 2017 im Nassau Coliseum in Uniondale, New York.
Am 21. Oktober 2021 gaben Kenneth Feld, Vorsitzender und CEO von Feld Entertainment, und Juliette Feld Grossman, COO, bekannt, dass der Zirkus 2023 ohne Tiervorstellungen erneut auf Tour gehen wird. Anfang 2022 begann der Zirkus mit dem Vorsprechen von Künstlern für die neue Show. Mehr als 1.000 Acts bewarben sich und Castings fanden in Paris, Las Vegas, Äthiopien und der Mongolei statt. Am 18. Mai 2022 gab Feld Entertainment bekannt, dass der Zirkus seinen Betrieb im Herbst 2023 mit einer Tournee durch 50 Städte wieder aufnehmen werde. Der Zirkus sagte, die neue Show würde als „Multi-Plattform-Unterhaltungs-Franchise“ debütieren. In seiner Ankündigung sagte Kenneth Feld: „Als leidenschaftliche Verwalter von Ringling setzen wir uns dafür ein, eine Lifestyle-Marke zu schaffen, die Familien verbindet und 365 Tage im Jahr durch Live-Auftritte, digitale Inhalte, Verbraucherprodukte, Schulprogramme, Jugendzirkuskunstprogramme und mehr für Spaß sorgt.“ Feld sagte, dass die Innovation und Modernisierung darauf abziele, Familienunterhaltung zu schaffen, die „weitere 150 Jahre halten würde“.

## Aufbau

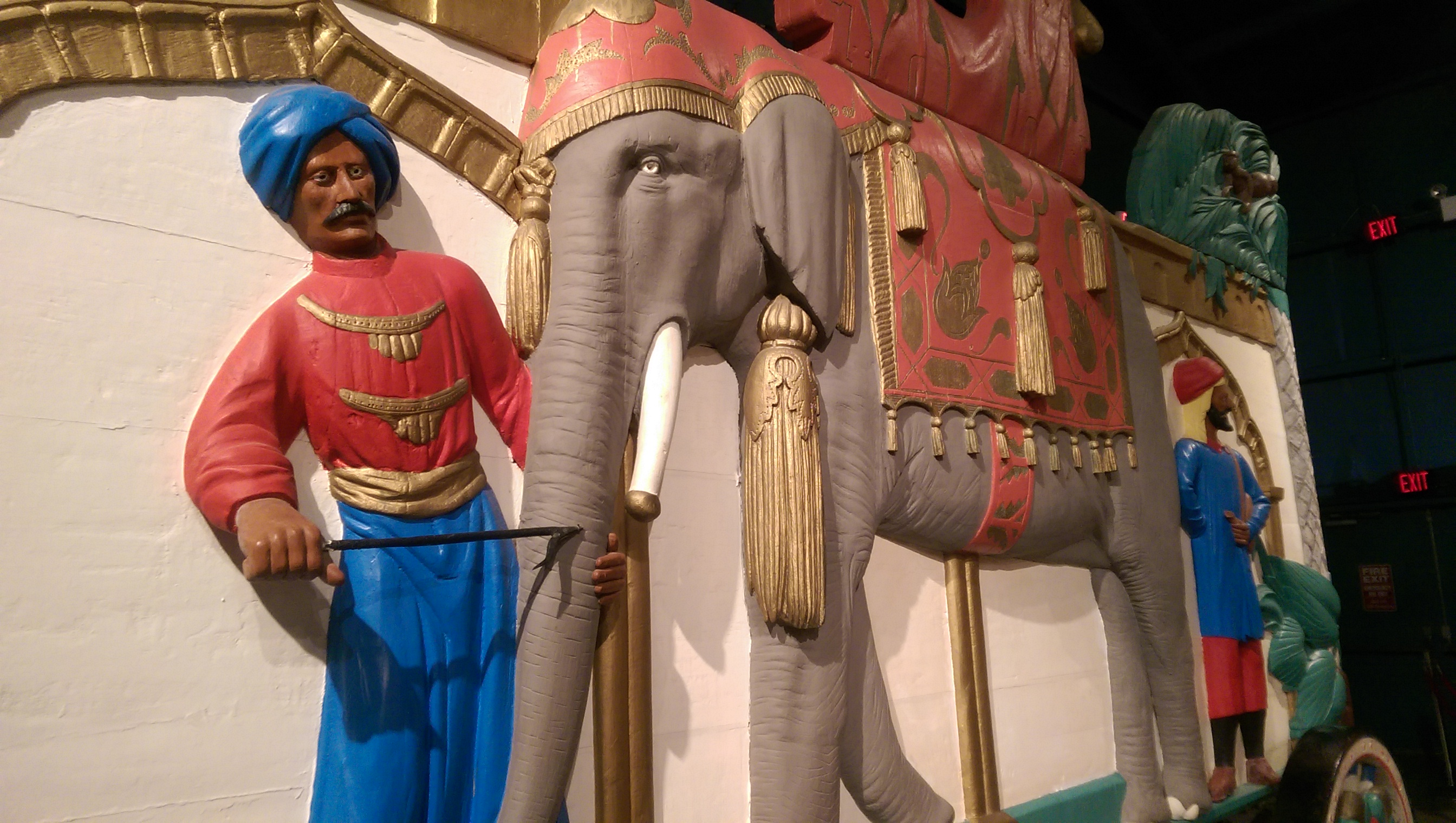
Historischer Zirkuswagen der Ringling Brothers

Das Unternehmen betrieb in den USA zwei verschiedene reisende Shows, sog. Units, die mit Farben bezeichnet (Rot und Blau) und deren Programme Editions genannt werden. Die beiden großen Shows boten Unterhaltung in bis zu drei Manegen. Da die beiden großen Einheiten ab 1969 im jährlichen Wechsel die Programme änderten, fand die blaue Show immer in geraden, die rote immer in ungeraden Jahren statt. Die Gold-Unit wurde hierbei nicht mitgezählt und zumeist in jedem Jahr verändert. Im Jahr 2016 spielte die blaue Unit die 144. Edition und die rote Unit die 145. Edition.
Bis 2015 gab es zudem eine kleine „Gold-Unit“ die mit einer Manege eine verkleinerte Version des Circus darstellte. Mit der Einstellung der Gold-Unit ging zudem ein Wechsel des Umstellmodus der Editionen einher. Erstmals spielte die blaue Unit nun zweieinhalb statt zwei Jahre, wodurch sich ein Programmwechsel erst Mitte 2016 vollzog. Statt ein neues Programm zum Jahreswechsel zu präsentieren, sollte nach der jährlichen Sommerpause jeweils ein neues Programm in einer der beiden Einheiten gezeigt werden.

## Der Zirkus-Zug
Mit zwei Sonderzügen von jeweils ca. 60 Wagen und einer Gesamtlänge von einer Meile (1,6 km) besaß der Zirkus die größten privaten Züge der USA. Während die beiden größten Units mit den Zügen transportiert wurden, die auch einigen Angestellten eine dauerhafte Unterkunft boten, wurde bei der Gold-Unit auf einen Bahntransport verzichtet und stattdessen Lkws eingesetzt.

## Die Ringmaster
Der Ringmaster ist der Moderator eines Zirkusprogramms. Er begleitet die Zuschauer mit Ansagen und Gesang durch das Programm. Bei Ringling Bros. and Barnum & Bailey kam dem Ringmaster eine zusätzliche Rolle zu, denn er war „das Gesicht des Zirkus“, also eine Figur, die mit der Show verbunden und oft für Werbung eingesetzt wurde.
In der blauen Unit war seit 2010 Johnathan Lee Iverson Ringmaster, während ab 2013 in der roten Unit Andre McClain durch das Programm führte. Iverson war bereits von 1999 bis 2004 Ringmaster der roten Unit gewesen, während McClain bereits seit vielen Jahren Moderator der Pre-Show, sowohl in der blauen als auch zuvor in der roten Unit gewesen war. Die kleine Gold-Unit wurde seit 2013 von David Shipman präsentiert. Für die neuen Shows im Jahr 2015 tauschten Andre McClain und David Shipman die Units.

### Ringmaster der 3-Manegen Shows
| Jahr      | Edition   | Unit            | Ringmaster                                                        |
| --------- | --------- | --------------- | ----------------------------------------------------------------- |
| 1871–1878 | 1.–8.     | P.T. Barnum     | Dan Castello                                                      |
| 1879–1881 | 9.–11.    | P.T. Barnum     | James Cook                                                        |
| 1882–1889 | 12.–13.   | Barnum & London | R. H. Dockrill                                                    |
| 1884–1889 | 14.–19.   | Barnum & London | R. H. Dockrill                                                    |
| 1884–1889 | 14.–19.   | Ringling Bros.  | Al Ringling                                                       |
| 1890–1891 | 20.–21.   | Barnum & Bailey | William Ducrow                                                    |
| 1890–1891 | 20.–21.   | Ringling Bros.  | Al Ringling                                                       |
| 1892–1894 | 22.–24.   | Barnum & Bailey | R. H. Dockrill                                                    |
| 1892–1894 | 22.–24.   | Ringling Bros.  | Al Ringling                                                       |
| 1895      | 25.       | Barnum & Bailey | John O’Brien                                                      |
| 1895      | 25.       | Ringling Bros.  | Al Ringling                                                       |
| 1896–1902 | 26.–32.   | Barnum & Bailey | William Ducrow                                                    |
| 1896–1902 | 26.–32.   | Ringling Bros.  | Al Ringling                                                       |
| 1903–1904 | 33.–34.   | Barnum & Bailey | Frank Melville                                                    |
| 1903–1904 | 33.–34.   | Ringling Bros.  | Al Ringling                                                       |
| 1905      | 35.       | Barnum & Bailey | R. H. Dockrill                                                    |
| 1905      | 35.       | Ringling Bros.  | Al Ringling                                                       |
| 1906      | 36.       | Barnum & Bailey | William Ducrow                                                    |
| 1906      | 36.       | Ringling Bros.  | Al Ringling                                                       |
| 1907      | 37.       | Barnum & Bailey | William Ducrow                                                    |
| 1907      | 37.       | Ringling Bros.  | Al Ringling                                                       |
| 1908      | 38.       | Barnum & Bailey | Edward Shipp                                                      |
| 1908      | 38.       | Ringling Bros.  | Al Ringling                                                       |
| 1909      | 39.       | Barnum & Bailey | Edward Shipp                                                      |
| 1909      | 39.       | Ringling Bros.  | Al Ringling                                                       |
| 1910      | 40.       | Barnum & Bailey | Edward Shipp                                                      |
| 1910      | 40.       | Ringling Bros.  | William Gorman                                                    |
| 1911      | 41.       | Barnum & Bailey | William Gorman                                                    |
| 1911      | 41.       | Ringling Bros.  | Al Ringling                                                       |
| 1912      | 42.       | Barnum & Bailey | William Gorman                                                    |
| 1912      | 42.       | Ringling Bros.  | Al Ringling                                                       |
| 1913–1915 | 43.–45.   | Barnum & Bailey | Fred Bradna                                                       |
| 1913–1915 | 43.–45.   | Ringling Bros.  | Al Ringling                                                       |
| 1916–1918 | 46.–48.   | Barnum & Bailey | Fred Bradna                                                       |
| 1916–1918 | 46.–48.   | Ringling Bros.  | John Agee                                                         |
| 1919–1946 | 49.–76.   |                 | Fred Bradna                                                       |
| 1947–1948 | 77.–78.   |                 | Arthur Springer                                                   |
| 1949      | 79.       |                 | Harry Thomas                                                      |
| 1950      | 80.       |                 | David Murphy                                                      |
| 1951–1955 | 81.–85.   |                 | Count Nicholas                                                    |
| 1956      | 86.       |                 | Preston Lambert                                                   |
| 1957      | 87.       |                 | Harold Ronk                                                       |
| 1958      | 88.       |                 | Don Forbes                                                        |
| 1959      | 89.       |                 | George Michel                                                     |
| 1960–1968 | 90.–98.   |                 | Harold Ronk                                                       |
| 1969–1972 | 98th–102. | Blau            | Harold Ronk                                                       |
| 1969–1972 |           | Rot             | Bob Welz                                                          |
| 1973      | 102.      | Blau            | Tim Holst                                                         |
| 1973      | 103.      | Rot             | Bob Welz                                                          |
| 1974      | 104.      | Blau            | Harold Ronk                                                       |
| 1974      | 103.      | Rot             | Tim Holst                                                         |
| 1975      | 104.      | Blau            | Harold Ronk                                                       |
| 1975      | 105.      | Rot             | Tim Holst                                                         |
| 1976      | 106.      | Blau            | Harold Ronk                                                       |
| 1976      | 105.      | Rot             | Tim Holst                                                         |
| 1977      | 106.      | Blau            | Bill Witter                                                       |
| 1977      | 107.      | Rot             | Kit Haskett                                                       |
| 1978      | 108.      | Blau            | Harold Ronk                                                       |
| 1978      | 107.      | Rot             | Kit Haskett                                                       |
| 1979      | 108.      | Blau            | Harold Ronk                                                       |
| 1979      | 109.      | Rot             | Kit Haskett                                                       |
| 1980      | 110.      | Blau            | Harold Ronk                                                       |
| 1980      | 109.      | Rot             | Kit Haskett                                                       |
| 1981      | 110.      | Blau            | Lawrence Kelly                                                    |
| 1981      | 111.      | Rot             | Kit Haskett                                                       |
| 1982      | 112.      | Blau            | Dinny McGuire                                                     |
| 1982      | 111.      | Rot             | Kit Haskett                                                       |
| 1983–1985 | 112.–115. | Blau            | Jim Ragona                                                        |
| 1983–1985 |           | Rot             | Dinny McGuire                                                     |
| 1986      | 116.      | Blau            | Jim Ragona                                                        |
| 1986      | 115.      | Rot             | Kristopher Antekeier                                              |
| 1987–1994 | 117.–124. | Blau            | Jim Ragona                                                        |
| 1987–1994 |           | Rot             | Eric Michael Gillett                                              |
| 1995–1997 | 124.–127. | Blau            | Dinny McGuire                                                     |
| 1995–1997 |           | Rot             | Eric Michael Gillett                                              |
| 1998      | 128.      | Blau            | Jim Ragona Roberto Miquel (spanische Shows)                       |
| 1998      | 127.      | Rot             | Robert Tully Roberto Miquel                                       |
| 1999      | 128.      | Blau            | Jim Ragona/David Alan Marshall Roberto Miquel                     |
| 1999      | 129.      | Rot             | Johnathan Lee Iverson Roberto Miquel                              |
| 2000      | 130.      | Blau            | Michael James McGowan Roberto Miquel                              |
| 2000      | 129.      | Rot             | Johnathan Lee Iverson Roberto Miquel                              |
| 2001      | 130.      | Blau            | Kevin Venardos Roberto Miquel                                     |
| 2001      | 131.      | Rot             | Johnathan Lee Iverson Roberto Miquel                              |
| 2002      | 132.      | Blau            | Kevin Venardos Roberto Miquel                                     |
| 2002      | 131.      | Rot             | Johnathan Lee Iverson Roberto Miquel                              |
| 2003      | 132.      | Blau            | Kevin Venardos Roberto Miquel                                     |
| 2003      | 133.      | Rot             | Johnathan Lee Iverson Roberto Miquel                              |
| 2004      | 134.      | Blau            | Kevin Venardos                                                    |
| 2004      | 133.      | Rot             | Johnathan Lee Iverson Roberto Miquel                              |
| 2005      | 134.      | Blau            | Kevin Venardos                                                    |
| 2005      | 135th     | Red             | Tyron McFarlan                                                    |
| 2006      | 136.      | Blau            | Chuck Wagner                                                      |
| 2006      | 135.      | Rot             | Tyron McFarlan                                                    |
| 2007      | 136.      | Blau            | Chuck Wagner                                                      |
| 2007      | 137.      | Rot             | Tyron McFarlan                                                    |
| 2008      | 138.      | Blau            | Chuck Wagner                                                      |
| 2008      | 137.      | Rot             | Tyron McFarlan                                                    |
| 2009      | 138.      | Blue            | Chuck Wagner                                                      |
| 2009      | 139.      | Rot             | Alex Ramon                                                        |
| 2010      | 140.      | Blau            | Johnathan Lee Iverson                                             |
| 2010      | 139.      | Rot             | Alex Ramon                                                        |
| 2011      | 140.      | Blue            | Johnathan Lee Iverson                                             |
| 2011      | 141.      | Rot             | Brian Crawford Scott                                              |
| 2012      | 142.      | Blau            | Johnathan Lee Iverson                                             |
| 2012      | 141.      | Rot             | Brian Crawford Scott Jorge Escribano Pelaez (für Shows in Mexico) |
| 2013      | 142.      | Blau            | Johnathan Lee Iverson                                             |
| 2013      | 143.      | Rot             | Andre McClain                                                     |
| 2014      | 144.      | Blau            | Johnathan Lee Iverson                                             |
| 2014      | 143.      | Rot             | Andre McClain                                                     |
| 2015      | 144.      | Blau            | Johnathan Lee Iverson                                             |
| 2015      | 145.      | Rot             | David Shipman                                                     |
| 2016      | 146.      | Blau            | Johnathan Lee Iverson                                             |
| 2016      | 145.      | Rot             | David Shipman                                                     |
| 2017      | 146.      | Blau            | Johnathan Lee Iverson                                             |
| 2017      | 145.      | Rot             | Kristen Michelle Wilson                                           |

### Ringmaster derGold Unit
| Jahr | Ringmaster |
| ---- | --- |
| 2004 | Ted McRae |
| 2005 | Ted McRae & Lilian Escobar |
| 2006 | Lilian Escobar |
| 2007 | Lilian Escobar |
| 2008 | N/A |
| 2009 | N/A |
| 2010 | David DaVinci |
| 2011 | David DaVinci |
| 2012 | Paula Nascimento, Clarissa Oliveria und Maiara Cristyne als „The Ringlettes“ (Sie sind das erste Ringmaster-Team und die ersten Frauen, die die Position des Ringmasters innehatten.) |
| 2013 | David Shipman |
| 2014 | David Shipman |
| 2015 | Andre McClain |